# Маяк (Орловская область)
Маяк — посёлок в Сосковском районе Орловской области.
Входит в состав муниципального образования Алпеевское сельское поселение.

## География
Расположен восточнее деревни Алпеево на правом берегу реки Ицка. С автомобильной дорогой 54К-17 поселок соединяет проселочная дорога.

## История
Посёлок Маяк Алпеевского сельсовета Нижнебоевской волости значился в списке населенных мест Орловской губернии по состоянию на 1927 год. Население посёлка составляло: мужчин — 61, женщин — 62; количество хозяйств — 24.

## Население
| 2010 |
| ---- |
| 74   |